# Нойес, Артур Амос
Арту́р Амо́с Но́йес (англ. Arthur Amos Noyes; 13 сентября 1886 года, Ньюберипорт — 3 июня 1936 года, Калифорния) — американский химик, изобретатель и преподаватель. В 1890 году получил степень доктора философии под научным руководством Вильгельма Оствальда.

## Биография
Артур Амос Нойес родился 13 сентября 1886 года в городе Ньюберипорт, штат Массачусетс. В 1633 году, его потомок Николас Нойес переехал в Англию и поселился в городе (который тогда назывался Ньюбери). Его отец, Амос Нойес занимался юриспруденцией. Мать — Анна (урожденная Пейдж) увлекалась литературой, особенно поэзией. После смерти отца в 1896 году, Нойес сблизился с матерью. 
Интерес к химии у него появился во время учёбы в средней школе Ньюберипорта, где уроки вёл местный учитель Оливер Меррилл. Вместе с Самуэлем Малликеном (будущим профессором органической химии Массачусетского технологического института) проводил химические опыты в домашних условиях.
После окончания средней школы, из-за нехватки средств не смог поступить в Массачусетский технологический институт, изучал предметы первого курса дома. В следующем году по стипендии Уилрайта поступил на второй курс технологического института. В 1886 году под руководством Льюиса Нортона получил степень бакалавра за диссертацию об исследовании влияния света на этилен. Продолжив изучение органической химии получил степень магистра в 1887 году. Во время исследования в области аналитической химии завязал дружеские отношения со своим учеником Джорджом Эллери Хейли.
Летом 1888 года, Нойес, Малликен и Хейли отправились в научную экспедицию по Европе с целью работы аспирантами у немецкого химика Адольфа Байера в Мюнхене. После приезда в Роттердам они получили известия, что место в лаборатории получат не все, вследствие чего Нойес выбрал продолжить обучение в Лейпцигском университете, планируя заниматься органической химией под руководством Йоханнеса Вислиценуса. Однако, лекции по физической химии Вильгельма Оствальда заставили Нойеса изучать именно эту область, в которой был сформулирован закон Вант-Гоффа и теория Аррениуса. Нойес активно начал заниматься физической химией. За исследования отклонений в законе Вант-Гоффа он получил докторскую степень.
В 1907 по 1909 годы занимал пост и. о. президента Массачусетского технологического института, преподавал аналитическую, органическую и физическую химию. В 1919—1936 годах преподавал в Калифорнийском технологическом институте. Несмотря на схожесть лаборатории [Нойеса] в Массачусетском технологическом институте, он привлёк к работе своих студентов и учеников (одним из самых известных является Роскоу Дикинсон) в том числе к преподаванию инженерии.
Нойес оказал влияние на создание Национального исследовательского совета и входил в Общество науки и общественности (1921—1927).
Последние пятнадцать лет жизни страдал от разных болезней. В 1923 году в городской газете Пасадина была опубликована ложная заметка об его смерти, он переносил операцию на горле. 3 июня 1936 году умер от пневмонии после лечения рака.

## Научная деятельность
В 1897 году, Нойес и Уиллис Уитни опубликовали статью в которой проводили эксперимент по растворению твёрдых веществ в жидкости. Уравнение стало важным шагом в фармации.
- {\displaystyle {\frac {dW}{dt}}={\frac {DA(C_{s}-C)}{L}}}